# Tilencoïdeus
Els tilencoïdeus (Tylenchoidea) són una superfamília de nematodes. Els seus membres són o bé fitopatògens o bé detritívors.

## Taxonomia
Segons World Register of Marine Species, la superfamília Tylenchoidea inclou les famílies següents:
- Família Anguinidae
- Família Belonolaimidae
- Família Dolichodoridae
- Família Ecphyadophoridae
- Família Hoplolaimidae
- Família Heteroderidae
- Família Pratylenchidae
- Família Tylenchidae

Segons BioLib inclou les famílies:
- Atylenchidae
- Belonolaimidae
- Ecphyadophoridae
- Tylenchidae
- Tylodoridae Paramonov